# Carabus intricatus
Carabus intricatus là một loài bọ. Nó được tìm thấy ở Albania, Belarus, Bỉ, Bulgaria, Cộng hòa Séc, Đan Mạch, Pháp, Đức, Hy Lạp, Hungary,Ý, Latvia, Litva, Hà Lan, Ba Lan, România, Serbia và Montenegro, Thụy Điển,Thụy Sĩ, Vương quốc Anh và Slovakia.
Loài này thân dài 24–35 milimét hay 0,9–1,4 inch, với cánh trước màu tím hoặc xanh kim loại, cặp thứ hai của đôi cánh (được sử dụng để bay dưới cánh trước nhỏ hơn. Tại Anh, nó chỉ được ghi nhận ba lần trong hai mươi năm đến năm 1993 và được coi là đã tuyệt chủng có. Nhưng vào năm 1994 nó đã được tìm thấy ở một vài nơi gần Dartmoor.
C. intricatus là loài ăn thịt vào ban đêm, chúng ưa thích ăn loài trong chi Limax, đặc biệt là Limax marginatus. 